# Ximena Fassi
Ximena Fassi (Buenos Aires, Argentina; 7 de agosto de 1974) es una actriz argentina de cine, teatro y televisión.

## Carrera profesional
Fassi perteneció a una familia de artistas. Su madre quiso ser actriz, estudió teatro y fue modelo. Su abuelo fue Alberto Aldo Fassi, quien trabajó como el jefe de locutores de Canal 9.
Tuvo como profesor de teatro a Alberto Rinaldi, quien la llevó a la pantalla chica con su primer protagónico en De fulanas y menganas (1988-1989) emitido por Canal 7.
En televisión trabajó en otras telenovelas de gran éxito de la década de los noventa como Amigos son los amigos  y Regalo del cielo.  Luego vinieron varios papeles de reparto en ficciones tales como Inconquistable corazón , Como pan caliente, De Corazón, Como vos y yo , Los buscas de siempre, Yago, pasión morena, Maridos a domicilio, Franco Buenaventura, el profe, Abre tus ojos, Máximo corazón, Padre Coraje, Los Pensionados e Historias de corazón, entre otros.
En cine trabajó en las películas Más allá del límite (1995) dirigida por Ezio Massa con Mario Pasik, Daniel Miglioranza y Luis Luque; Solos (2006) con Adrián Navarro, Sergio Boris y Andrea Pietra; 5 AM con Cristina Alberó y Rodrigo Guirao Díaz; y El peor día de mi vida con Javier Lombardo.
En teatro intervino en la obra Parecen ángeles desde 2003 hasta 2006 y por la que fue nominada a los Premios Estrella de Mar, en la categoría Mejor Actriz de Reparto en el 2004. En dicha obra compartió escenario con primeras figuras de la escena nacional como Graciela Pal y Lydia Lamaison.
También trabajó en una escuela de comedia musical que tuvo durante tres años con Mariana Stoessel, la madre de la cantante de Tini Stoessel.
En cuanto a su vida privada  estuvo casado en primeras nupcias con un hombre ajeno al ambiente con quien tuvo un hijo. En el 2019 se casó con el autor y director Leonardo Bechini, quien la dirigió en la película Operación México, un pacto de amor.
Actualmente se encuentra abocada a la religión evangélica trabajando en obras de teatro benéficas para la iglesia Rey de Reyes. Este sitio se convirtió en un lugar de "sanación" para la actriz, quien a los 14 años fue víctima de una violación que afectó seriamente su personalidad y autoimagen. También está trabajando con dos amigas que tienen una marca de mallas, Tierra de pecados, en la parte administrativa.

## Filmografía

### Cine
| Año  | Título                             | Papel              | Dirección           |
| ---- | ---------------------------------- | ------------------ | ------------------- |
| 1995 | Más allá del límite                | Novia de Cristian  | Ezio Massa          |
| 1999 | La venganza                        |                    | Juan Carlos Desanzo |
| 2005 | Solos                              | Eliana             | José Glusman        |
| 2008 | Clarisa ya tiene un muerto         | Adriana            | Juan Pablo Martínez |
| 2010 | Fuera de la ley                    | Graciela           | Francisco Paredes   |
| 2015 | Hotel infierno                     | Vanesa             | Marcos Palmieri     |
| 2015 | Operación México, un pacto de amor | Raquel María Negro | Leonardo Bechini    |
| 2016 | El peor día de mi vida             | Ana                | Daniel Alvaredo     |
| 2016 | 5 A.M. Cinco ante los miedos       | Fabiana            | Ezio Massa          |

### Televisión
| Año        | Título                             | Papel                    | Notas                                                          |
| ---------- | ---------------------------------- | ------------------------ | -------------------------------------------------------------- |
| 1988-1989  | De fulanas y menganas              |                          |                                                                |
| 1990       | Amigos son los amigos              |                          | 3 episodios                                                    |
| 1991       | El gordo y el flaco                |                          |                                                                |
| 1991       | Regalo del cielo                   | Gabriela                 |                                                                |
| 1991, 1995 | La familia Benvenuto               |                          |                                                                |
| 1992       | Son de diez                        | Amiga de Barby           |                                                                |
| 1992       | Brigada cola                       |                          |                                                                |
| 1992-1993  | Alta comedia                       | Carina                   |                                                                |
| 1992       | Voy a pagar la luz                 |                          |                                                                |
| 1993       | El club de los baby sitters        |                          |                                                                |
| 1993       | Mi cuñado                          | Jimena                   |                                                                |
| 1993       | El amor tiene cara de mujer        |                          |                                                                |
| 1993       | Gemelos                            |                          |                                                                |
| 1993-1994  | La flaca escopeta                  |                          |                                                                |
| 1994       | El palacio de la risa              | Varios                   |                                                                |
| 1994       | Quereme                            |                          |                                                                |
| 1994       | Inconquistable corazón             | Raquel                   |                                                                |
| 1994-1995  | Nueve lunas                        | Sofía Laurenti           |                                                                |
| 1996       | Como pan caliente                  | Carolina                 |                                                                |
| 1996       | Sueltos                            | Manuela                  |                                                                |
| 1996       | Bajamar, la costa del silencio     | Patricia                 | Película para televisión                                       |
| 1997-1998  | De corazón                         | Julie Mcklein            |                                                                |
| 1998-1999  | Como vos & yo                      | Natalia Scala de Andrade |                                                                |
| 2000-2001  | Los buscas de siempre              | Gabriela Lugones         |                                                                |
| 2001       | Las amantes                        |                          |                                                                |
| 2001       | Yago, pasión morena                | Laura                    |                                                                |
| 2001       | Un cortado, historias de café      |                          |                                                                |
| 2002       | Maridos a domicilio                | Bibi                     |                                                                |
| 2002       | Franco Buenaventura, el profe      | Marcela Benítez          |                                                                |
| 2002       | Máximo corazón                     | Maite Lafont             |                                                                |
| 2003-2004  | Abre tus ojos                      | Julia                    |                                                                |
| 2004       | Los pensionados                    | Patricia «La Bruja»      |                                                                |
| 2004       | Padre Coraje                       | Eva Duarte de Perón      |                                                                |
| 2004       | De la cama al living               |                          | Episodio: «Test de pareja»                                     |
| 2005       | El Patrón de la Vereda             | Mercedes Alberti         |                                                                |
| 2005       | De gira                            |                          | Episodio: «Piel de Judas»                                      |
| 2006       | Collar de Esmeraldas               | Eva Ferrari              |                                                                |
| 2006       | Autoestima, historias sobre ruedas |                          | Episodio: «El auto de la novia»                                |
| 2008       | Socias                             | Clienta acosada          | Episodio: «El perseguidor»                                     |
| 2009-2010  | Herencia de amor                   | Laura Tolosa             |                                                                |
| 2012       | El pueblo del pomelo rosado        | Mónica                   |                                                                |
| 2013       | Historias de corazón               | Silvina                  | Episodio: «¿Cómo sabemos que Romeo está enamorado de Julieta?» |
| 2015       | Cazados                            | Sandra Gascón            |                                                                |
| 2017       | Animadores                         | Deborah                  |                                                                |
| 2018       | Simona                             | Directora del hogar      |                                                                |

## Teatro
| Año       | Título          | Papel  | Lugar                            |
| --------- | --------------- | ------ | -------------------------------- |
| 2003-2006 | Parecen ángeles | Andrea | Teatro La Comedia / Teatro Payro |

## Premios y nominaciones
| Año  | Organización            | Categoría               | Trabajo         | Resultado | Ref(s) |
| ---- | ----------------------- | ----------------------- | --------------- | --------- | ------ |
| 2004 | Premios Estrella de Mar | Mejor actriz de reparto | Parecen ángeles | Nominada  | [ 8 ]  |